# Alex Varkatzas
Alex Varkatzas, född 17 januari 1982 i Orange County, Kalifornien är sångare i metalcorebandet Atreyu. Alex growlar mestadels då Brandon Saller, som spelar trummor och sjunger i Atreyu, har den melodiska sången. Varkatzas började utföra mer ren sång från och med inspelningen av bandets 2007-album Lead Sails Paper Anchor. Under 2011, då Atreyu tog en paus, startade Varkatzas också ett hardcore-projekt med sångaren i Bleeding Through, Brandan Schieppati, som heter I Am War.

## Diskografi

### Med I Am War
Studioalbum
- 2012 – Outlive You All

Singlar
- 2012 – "Bat Out Of Hell" / "Call Me Slugger"